# هونگاروسور
هونگاروسور (نام علمی: Hungarosaurus) نام یک سرده از تیره برجسته‌خزندگان است.